# ロング・エンゲージメント
『ロング・エンゲージメント』（原題・仏語: Un long dimanche de fiançailles, 「婚約中の長い日曜日」の意、英語題: A Very Long Engagement, 「とても長い婚約」の意）は、ジャン＝ピエール・ジュネ監督によるフランスの映画。公開は2004年で、配給はワーナー・ブラザース。セバスチアン・ジャプリゾの小説『長い日曜日』（ISBN 4-488-14205-2）が原作である。第一次世界大戦の戦場（ソンム）で戦死したと見なされた婚約者を、主人公の若い女性が必死に捜索する物語。

## 概要
この映画の「国籍」については議論が起こった。製作者はフランス国立映画センターに430万ドルの助成金を申し込んだ。しかし、ライバルの映画会社は、この映画は本当のフランス映画ではないので、助成を受けるべきではないと主張した。この映画の資金5500万ドルのほとんどはワーナー・ブラザースが出資していた。
映画の中で兵士の一人が「私はフランス人ではない、コルシカ人だ」と叫ぶシーンがコルシカ島で批判を招き、コルシカ島で一部上映中止などの事態を生じさせた。
セバスチアン・ジャプリゾの原作では舞台はアキテーヌだが、映画ではブルターニュに移されている。時代的にブルターニュでは大人の庶民はブルトン語中心でまだフランス語は話せず、映画の中で南フランスの人物が南フランス訛りのフランス語を話していることと比較して不自然だという指摘がある。

## 冒頭のあらすじ
第一次世界大戦中、フランス軍の5人の兵士が軍務を逃れるために故意に自傷したとして、有罪を宣告される。5人はフランスとドイツの塹壕戦の中間地帯に追い出され、死に直面する。5人は全員戦闘に巻き込まれて死んだと見なされたが、兵士の一人マネクの婚約者マチルドは希望を捨てず、その戦場で実際に何が起きたのかを調査し始める。物語は、1920年代のパリやフランスの田舎（ブルターニュ）にいるマチルドの視点と、大戦中の戦場のフラッシュバックを交えて進行する。
マチルドの婚約者マネクが何度も彫る「MMM」は、「Manech aime Mathilde」（マネクはマチルドを愛している）の略。フランス語で「aime」（愛する）は、Mの字と同じく「エム」と発音する。英語の字幕では「Manech's Marrying Mathilde」（マネクはマチルドと結婚する）と置き換えられた。

## キャスト
※括弧内は日本語吹替
- マチルド - オドレイ・トトゥ（高橋理恵子）
- マネク・ランゴネ - ギャスパー・ウリエル（内田夕夜）
- シルヴァン - ドミニク・ピノン（多田野曜平）： マチルドの伯父。
- ベネディクト - シャンタル・ヌーヴィル： マチルドの伯母。
- ピエール＝マリー・ルーヴィエール - アンドレ・デュソリエ（佐々木敏）： 弁護士。
- ジェルマン・ピール - ティッキー・オルガド（池田勝）： 私立探偵。
- ティナ・ロンバルディ - マリオン・コティヤール（湯屋敦子）： 売春婦。
- セレスタン・プー - アルベール・デュポンテル（清水明彦）： 調達の鬼。
- エロディ・ゴルド - ジョディ・フォスター： ビスコットの妻。
- クレベール・“バストーシュ”・ブーケ - ジェローム・キルシャー
- フランシス・“シ・スー”・ゲニャール - ドニ・ラヴァン
- ブノワ・ノートルダム - クロヴィス・コルニアック（古田信幸）
- アンジュ・バシニャーノ - ドミニク・ベテンフェルド
- バンジャマン・“ビスコット”・ゴルド上等兵 - ジャン＝ピエール・ダルッサン
- エスペランザ伍長 - ジャン＝ピエール・ベッケル
- ファヴリエ大尉 - チェッキー・カリョ（水野龍司）
- ラヴルーイ連隊長 - ジャン＝クロード・ドレフュス（島香裕）
- ファヴァール軍曹 - フィリップ・デュケーヌ（楠見尚己）
- シャルドロ - ブーリ・ランネール
- トゥーヴネル - フランソワ・レヴァンタル
- 郵便配達人 - ジャン＝ポール・ルーヴ

## 主な賞歴

### 受賞
- セザール賞：助演女優賞、有望若手男優賞、撮影賞、美術賞、衣装デザイン賞
- ヨーロッパ映画賞：プロダクションデザイン賞

### ノミネート
- 第77回アカデミー賞：撮影賞、美術賞
- 第62回ゴールデングローブ賞：外国語映画賞
- 英国アカデミー賞：外国語映画賞
- セザール賞：作品賞、監督賞、主演女優賞、音楽賞、音響賞、編集賞
- ヨーロッパ映画賞：女優賞、撮影賞